# Alex Allan
Pas d'image ? Cliquez ici

a Compétitions nationales et continentales officielles uniquement.

b Matchs officiels uniquement.
Dernière mise à jour le 19 juillet 2023.
Alex Allan, né le 29 février 1992 à Harrogate en Angleterre, est un joueur international écossais de rugby à XV. Il évolue au poste de pilier gauche.

## Carrière sportive

### Carrière amateur
Alex Allan a commencé à jouer au rugby au collège et à l'université qu'il fréquentait dans le nord de l'Angleterre.

### Carrière professionnelle
Le pilier commence sa carrière professionnelle en 2011 au club de Sale Sharks, avant d'évoluer un an plus tard à Édimbourg Rugby.
En 2014, Alex Allan signe un contrat de deux ans avec les Glasgow Warriors. Sept ans plus tard, il fait son départ des Warriors.

### Carrière internationale
Depuis 2010 il est sélectionné dans les équipes d’Écosse (à partir des moins de 17 ans). En 2014 il intègre l'équipe nationale.